# Paul Kaye
Paul Kaye es un actor y comediante inglés, más conocido por haber interpretado a Dennis Pennis en The Sunday Show y a Thoros de Myr en Game of Thrones.

## Biografía
Paul tiene una hermana melliza.
En noviembre de 1989 se casó con Orly Katz, la pareja tiene dos hijos: Jordan Katz Kaye nacido en octubre de 1991 y Geffen Strummer Raphael Kaye nacido en diciembre de 2002.

## Carrera
En 1998 dio vida al detective inspector de la policía Lindsay De Paul en la película You Are Here.
En 2002 apareció en un comercial para la televisión de "Woolworths".
En 2004 dio vida al DJ Frankie Wilde en la película It's All Gone Pete Tong.
En 2008 se unió al elenco de la serie Chop Socky Chooks donde interpretó al doctor Wasabi.
En 2013 se unió al elenco recurrente de la tercera temporada de la popular serie Game of Thrones donde interpretó a Thoros de Myr, un sacerdote rojo de R'hllor.
En 2014 interpretó al hermano Lucian en la película Dracula Untold.
En 2015 apareció como invitado en la novena temporada de la exitosa serie británica Doctor Who. También se unió al elenco principal de la serie The Interceptor donde interpreta al criminal James Gordon "Jago" Dalkin.
Ese mismo año aparecerá en la película Pan donde dará vida a Mutti Voosht. En la película compartirá créditos con los actores Amanda Seyfried y Hugh Jackman.
En el año 2016 vuelve a interpretar su rol recurrente de Thoros de Myr en la sexta temporada de Juego de Tronos.

## Filmografía

### Series de televisión

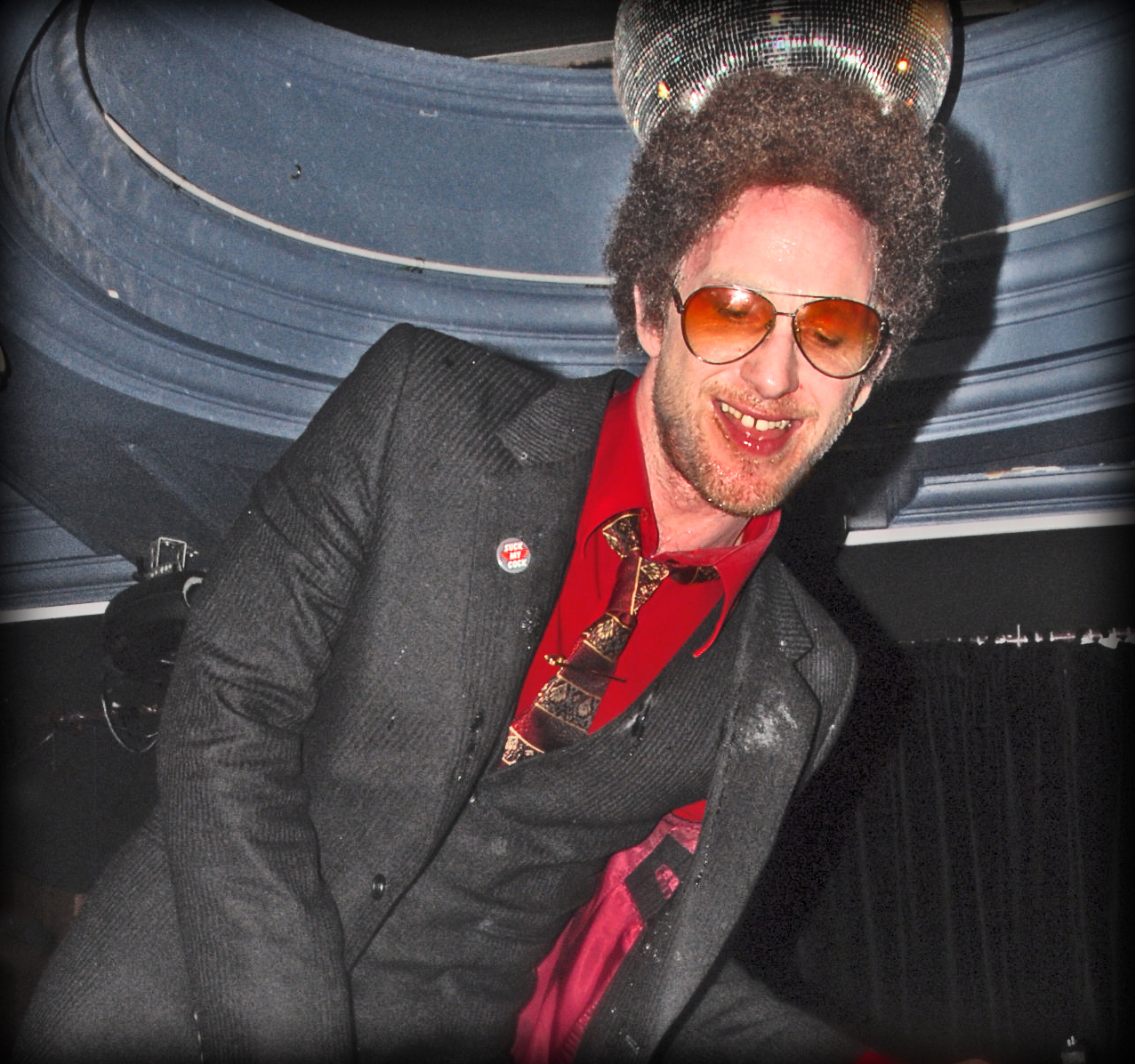
Paul Kaye, 2008

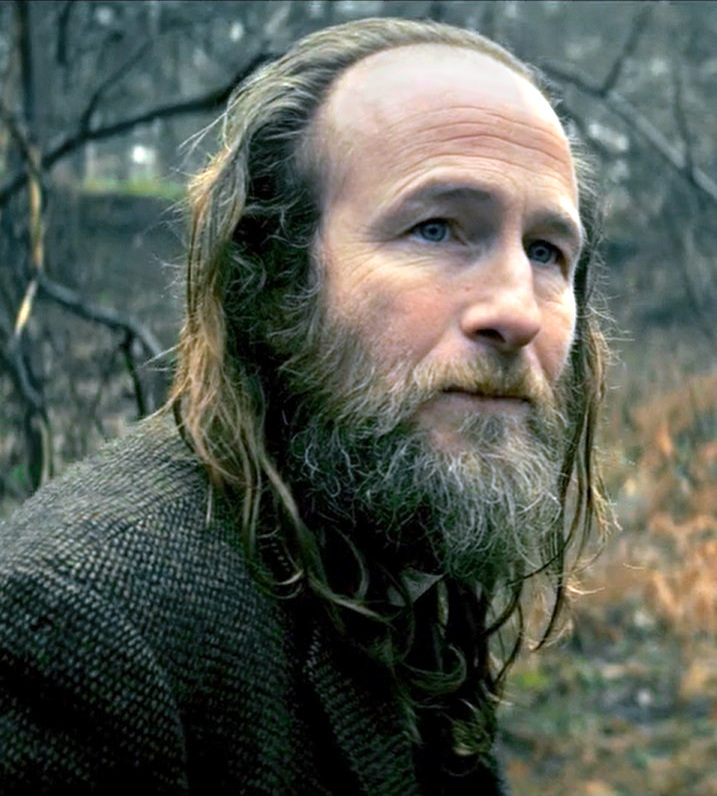
Kaye en 2013

| Año             | Título                        | Personaje                     | Notas                                               |
| --------------- | ----------------------------- | ----------------------------- | --------------------------------------------------- |
| 2019-presente   | After Life                    | Psiquiatra                    | Recurrente                                          |
| 2019-2023       | Vera                          | Dr. Malcolm Donahue           | (15 episodios) Series 9 - 12                        |
| 2015-presente   | The Interceptor               | James Gordon "Jago" Dalkin    | 2 episodios                                         |
| 2015            | Jonathan Strange & Mr Norrell | Vinculus                      | 7 episodios                                         |
| 2015            | Doctor Who                    | -                             | 2 episodios                                         |
| 2015            | Inside No. 9                  | Richard Two-Shoes             | episodio "The Trial of Elizabeth Gadge" - miniserie |
| 2013-2014       | Lilyhammer                    | Duncan Hammer                 | 4 episodios                                         |
| 2014            | Friday Night Dinner           | Rabbi                         | episodio "The Big Day"                              |
| 2014            | BBC Comedy Feeds              | Lehane                        | episodio "In Deep"                                  |
| 2013            | Ripper Street                 | Gabriel Cain                  | episodio "A Stronger Loving World"                  |
| 2013            | Not Going Out                 | Steve                         | episodio "Magic"                                    |
| 2013, 2016-2017 | Game of Thrones               | Thoros de Myr                 | 10 episodios                                        |
| 2013            | Playhouse Presents            | Ralph                         | episodio "Hey Diddly Dee"                           |
| 2013            | Stella                        | Peschman Hodd                 | 4 episodios                                         |
| 2013            | Common Ground                 | Spinks                        | 3 episodios                                         |
| 2010-2011       | Mongrels                      | Vince                         | 17 episodios                                        |
| 2011            | Lucky Fred                    | Friday                        | -                                                   |
| 2011            | Candy Cabs                    | Dennis Whitehead              | 3 episodios                                         |
| 2011            | Being Human                   | Vincent                       | episodio "Lia"                                      |
| 2011            | Shameless                     | Kermit                        | episodio # 8.6                                      |
| 2010            | Inspector George Gently       | Max Osgood                    | episodio "Gently Evil"                              |
| 2010            | Skins                         | Duncan                        | episodio "Cook"                                     |
| 2009            | Midsomer Murders              | Laurence Mann                 | episodio "The Great and the Good"                   |
| 2009            | Personal Affairs              | Andi Young                    | episodio "Vital Statistix"                          |
| 2009            | 39 i pól                      | Kelly Moran                   | episodio # 2.11                                     |
| 2008-2009       | Pulling                       | Billy                         | 4 episodios                                         |
| 2007, 2009      | Kingdom                       | Alan McEwan                   | 3 episodios                                         |
| 2008            | Massive                       | Manny Westside                | episodio "Recording the Single"                     |
| 2008            | Tonightly                     | Mike Strutter                 | episodio # 1.6                                      |
| 2008            | Hotel Babylon                 | Maxwell                       | episodio # 3.4                                      |
| 2008            | Chop Socky Chooks             | Doctor Wasabi                 | 26 episodios                                        |
| 2007            | Angelo's                      | Kevin                         | 2 episodios                                         |
| 2007            | EastEnders                    | Douglas                       | episodio del 9 de abril                             |
| 2006-2007       | Strutter                      | Mike Strutter                 | 16 episodios                                        |
| 2006            | Modern Toss                   | -                             | -                                                   |
| 2006            | Hustle                        | Tim Millen                    | episodio "The Hustlers News of the Day"             |
| 2006            | Agatha Christie's Marple      | Dr. Ambrose Burt              | episodio "The Sittaford Mystery"                    |
| 2005            | Down to Earth                 | Gavin                         | episodio "Broken Dreams"                            |
| 2004            | Waking the Dead               | Dr. David Carney              | 2 episodios                                         |
| 2001-2003       | Two Thousand Acres of Sky     | Kenny Marsh                   | 16 episodios                                        |
| 2000-2001       | Perfect World                 | Bob Slay                      | 13 episodios                                        |
| 2000            | Citizen Kaye                  | Varios Personajes             | -                                                   |
| 1999            | Spaced                        | Hoover                        | episodio "Art"                                      |
| 1995-1997       | The Sunday Show               | Dennis Pennis                 | 5 episodios                                         |
| 1996            | Dennis Pennis R.P.I.          | Dennis Pennis / Mike Strutter | episodio # 2.7                                      |
| 1996-1997       | Very Important Pennis         | Dennis Pennis / Mike Strutter | 3 episodios                                         |
| 1996            | Shooting Stars                | Dennis Pennis                 | episodio # 2.7                                      |

### Películas
| Año  | Título                                 | Personaje            | Notas                                                                                                   |
| ---- | -------------------------------------- | -------------------- | --- |
| 2024 | Seize Them!                            | Rey Ivarr            | |
| 2016 | The Comedian's Guide to Survival       | Jay                  | junto a James Buckley, MyAnna Buring, Neil Stuke, Vas Blackwood, Natalie Stone y Clair Buckley          |
| 2015 | The Ghoul                              | Tommy Parnell        | junto a Tom Meeten, Alice Lowe, Rufus Jones y Niamh Cusack                                              |
| 2015 | Pan                                    | Mutti Voosht         | junto a Cara Delevingne, Amanda Seyfried, Hugh Jackman, Garrett Hedlund y Nonso Anozie                  |
| 2015 | Tomorrow                               | Milo                 | junto a Sebastian Street, Stuart Brennan, Stephanie Leonidas, Stephen Fry, James Cosmo y Will Tudor     |
| 2014 | Dracula Untold                         | Hermano Lucian       | junto a Luke Evans, Sarah Gadon, Dominic Cooper, Zach McGowan y Jakub Gierszał                          |
| 2014 | Blackwood                              | Padre Patrick        | junto a Ed Stoppard, Sophia Myles, Russell Tovey, Greg Wise, Joanna Vanderham y Kenneth Collard         |
| 2011 | Anuvahood                              | Tony                 | junto a Adam Deacon, Richie Campbell, Jaime Winstone, Ashley Walters y Terry Stone                      |
| 2010 | The Big I Am                           | Keys                 | junto a Leo Gregory, Vincent Regan, Michael Madsen, Steven Berkoff y Bronagh Gallagher                  |
| 2009 | Malice in Wonderland                   | Zombie               | junto a Gary Beadle, Maggie Grace, Danny Dyer, Nathaniel Parker y Pam Ferris                            |
| 2004 | It's All Gone Pete Tong                | Frankie Wilde        | junto a Beatriz Batarda, Kate Magowan, Mike Wilmot y Neil Maskell                                       |
| 2004 | Shaun of the Dead                      | Zombie               | junto a Simon Pegg, Nick Frost, Penelope Wilton, Rafe Spall, Martin Freeman y Bill Nighy                |
| 2004 | Agent Cody Banks 2: Destination London | Neville Trubshaw     | junto a Frankie Muniz, Anthony Anderson, Anna Chancellor, Keith Allen y James Faulkner                  |
| 2003 | Blackball                              | Cliff Starkey        | |
| 1999 | Coming Soon                            | Gunther von Hojdonk  | junto a Ben Miller, Gary Lewis, Rory McCann, Billy Boyd y Omid Djalili                                  |
| 1999 | You Are Here                           | Det. Lindsay De Paul | junto a Keith Allen, Ricky Grover, Matt Lucas, Eddie Marsan, Alfie Allen, Sally Phillips y Nigel Planer |
| 1997 | Seven Sins: Wrath                      | Paul Kaye            | corto - junto a David Walliams                                                                          |
| 1995 | Anyone for Pennis?                     | Dennis Pennis        | junto a Keith Allen, Clive Anderson, Richard Branson, Naomi Campbell y Helena Christensen               |

### Videojuegos
| Año  | Título                    | Personaje    | Notas                           |
| ---- | ------------------------- | ------------ | ------------------------------- |
| 2004 | The Getaway: Black Monday | Levi Stratov | prestó su voz para el personaje |

### Escritor
| Año       | Título                | Notas                   |
| --------- | --------------------- | ----------------------- |
| 2006-2007 | Strutter              | 16 episodios - escritor |
| 2003      | A Star is Porn        | documental - escritor   |
| 1998      | You Are Here          | escritor                |
| 1997      | Dennis Pennis R.I.P.  | escritor                |
| 1996-1997 | Very Important Pennis | 3 episodios - escritor  |
| 1995      | Anyone for Pennis?    | escritor                |

### Compositor
| Año  | Título            | Notas              |
| ---- | ----------------- | ------------------ |
| 2010 | Straight Way Lost | corto - compositor |

### Apariciones
| Año        | Programa                                          | Notas                            |
| ---------- | ------------------------------------------------- | -------------------------------- |
| 2012       | Timeshift                                         | episodio "Klezmer"               |
| 2012       | Game of Thrones: Season 2 - Invitation to the Set | -                                |
| 2009       | The Gooner Review                                 | documental                       |
| 2009       | Katy Brand's Big Ass Show                         | 2 episodios                      |
| 2008       | The Real Italian Job: James Martin's Mille Miglia | narrador                         |
| 2007, 2008 | The Wright Stuff                                  | 2 episodios - panelista invitado |
| 2004       | Traitor                                           | presentador                      |
| 2002       | Liar                                              | anfitrión                        |

## Premios y nominaciones
| Año  | Categoría                                                | Premio                    | Serie/Película          | Resultado |
| ---- | -------------------------------------------------------- | ------------------------- | ----------------------- | --------- |
| 2014 | Outstanding Performance by an Ensemble in a Drama Series | Screen Actors Guild Award | Game of Thrones         | Nominado  |
| 2006 | Best Performance by an Actor in a Leading Role           | Ganie Award               | It's All Gone Pete Tong | Nominado  |
| 2005 | Best Actor                                               | Film Discovery Jury Award | It's All Gone Pete Tong | Ganó      |